# 阿尔多·纳迪
阿尔多·纳迪（義大利語：Aldo Nadi，1899年4月29日—1965年11月10日），意大利男子击剑运动员。他在1920年夏季奥运会击剑比赛中获得3枚金牌和1枚银牌。他的哥哥内多·纳迪同样也是一名击剑运动员。